# Organización del Mar
La Organización de Mar (en inglés Sea Organization, abreviado Sea Org) es una organización de la Iglesia de la Cienciología descrita por ella como una "orden fraternal religiosa, compuesta por los miembros más dedicados de la iglesia". Todas las organizaciones de gestión de la Cienciología están controladas exclusivamente por miembros de la Organización del Mar. David Miscavige, el líder de facto de la Cienciología, es el oficial de mayor rango de la Organización del Mar, poseyendo el rango de capitán.
Ha sido descrita como una organización paramilitar y como una fuerza naval privada, habiendo operado varios barcos en su pasado y mostrando una tradición marítima fuerte. Algunos exmiembros y académicos la reconocen como una organización totalitaria marcada por la vigilancia intensiva y una carencia de libertad. También ha sido comparada con una organización monacal.
En un memorándum de 1992 de la Iglesia de la Cienciología Internacional, se proveyó de la siguiente información al Servicio de Impuestos Internos sobre la Organización del Mar:

[La Organización del Mar] no tiene una directiva de organización eclesiástica o un cuadro de canales de mando o existencia secular como una asociación incorporada o no incorporada […] Aunque no está dicha "organización" como Organización del Mar, el término Organizazión del Mar tiene un uso coloquial que implica lo que hay. Hay carteles de reclutamiento general y literatura para "la Organización del Mar" lo que implica que las personas serán empleadas por la Organización del Mar cuando en realidad se unen, haciendo el compromiso de mil millones de años, en alguna iglesia que cuenta con miembros de la Organización del Mar y se convierten en empleados de esa corporación de la iglesia. […] La Organización del Mar existe como un compromiso espiritual que está más allá de la comprensión total del Servicio o de cualquier otro que no sea un cienciólogo capacitado y auditado.

La Organización del Mar fue fundada el 12 de agosto de 1967 en las Islas Canarias, España, por L. Ron Hubbard, el fundador de la Dianetica y la Cienciología, inicialmente con tres barcos: el Diana, el Athena y el Apollo, con el último sirviendo como barco insignia.
En 1971, la Organización del Mar asumió la responsabilidad del desarrollo eclesiástico de la iglesia, y en particular de la proporción de los más altos niveles de sus auditaciones y entrenamientos, conocidos como los niveles de Tethán Operativo (OT, por sus siglas en inglés). En 1981, bajo la égida de la Organización del Mensajero del Comodoro liderada por David Miscavige, la Organización del Mar disolvió la Oficina del Guardián (GO, por sus siglas en inglés) y asumió la completa responsabilidad de la dirección interna de la iglesia, para posteriormente reasignar los deberes de la GO a la Oficina de Asuntos Especiales en 1983 durante la reestructuración corporativa de la iglesia.
Se trasladó a organizaciones con base en tierra en 1975, aunque persisten los trajes marítimos, con muchos de sus miembros llevando uniformes de estilo naval y dirigiéndose a los hombres y mujeres oficiales como "señor". En 1985, la iglesia adquirió una embarcación a motor de 130 metros, el Freewinds, con su muelle en Curaçao, al sur del Caribe, para su uso como retiro religioso y lugar de entrenamiento, con todo el personal de la Organización del Mar. Los miembros de la Organización del Mar se comprometen de por vida con la Cienciología firmando un contrato de mil millones de años que se describe oficialmente como una promesa simbólica. A cambio, los miembros reciben alojamiento y comida gratis, y una pequeña asignación semanal. Los miembros de la Organización del Mar aceptan códigos de disciplina estrictos, como negarse al sexo prematrimonial, trabajar muchas horas (en promedio al menos 100 horas por semana), y vivir en viviendas comunales, denominadas "atracaderos". Se les permite casarse, pero deben renunciar a su membresía si tienen o quieren criar hijos.

## Antecedentes
Según Hubbard, gran parte de la galaxia, incluida la Tierra (conocida como "Teegeeack"), fue gobernada hace decenas de millones de años por la Confederación Galáctica. La confederación fue controlada por un tirano llamado Xenu, quien finalmente fue derrocado por un grupo dentro de la Confederación Galáctica conocido como los "Oficiales Leales". El erudito religioso Hugh Urban escribió que la Organización del Mar sigue el modelo de estos Oficiales Leales. Urban también describe la Organización del Mar, con los uniformes y escalas navales, como una recreación idealizada de la carrera militar de Hubbard en la Segunda Guerra Mundial. También afirma que la Organización del Mar recuerda a los "Soldados de la Luz" en la colección de historias de ciencia ficción de Hubbard llamada «Ole Doc Matusalén».
Stephen A. Kent (2001) argumenta que al menos parte de la razón para establecer la Organización del Mar fue que las prácticas de la Iglesia de la Cienciología encontraron resistencia por parte de la Administración de Comida y Medicamentos y del Servicio de Impuestos Internos estadounidenses, y de los gobiernos de Australia, el Reino Unido y Rodesia. Navegar en alta mar implicaba que la iglesia podía escapar de su atención.
En el 2000 el número de miembros de la Organización del Mar era de unos 7000. En 2009 el número era de unos 5000. La mayoría de los miembros residen en complejos de la iglesia en Los Ángeles, Clearwater, Copenhague, Londres, Saint Hill y Sídney, con algunos en centros más pequeños o asignados en otro lugar.
Según la académica Susan Raine, Hubbard creó la Organización del Mar como un "tipo de armada espacial, que fusiona las ideas espaciales de la CF [ciencia ficción] con las navales terrestres". El biógrafo de Hubbard Jon Atack recopiló un escrito confidencial dentro de la Organización del Mar que afirmaba que los gobiernos del mundo estaban al borde del colapso. "La Organización del Mar sobreviviría y recogería las piezas".

## Estructura

### Fuerza del Proyecto Estatal
Todos los nuevos reclutas deben completar el noviciado obligatorio antes de poder unirse a la Organización del Mar, lo que se ha descrito como un campo de entrenamiento. Durante esta fase, conocida como Fuerza del Proyecto Estatal, los reclutas no se consideran miembros completos de la Organización del Mar. Deben dirigirse a todos los miembros como "señor", independientemente de su rango, y deben correr a todas partes en lugar de caminar.
Mientras están en la Fuerza del Proyecto Estatal, los reclutas realizan cinco horas de trabajos manuales cada día, además de un periodo de estudio de cinco horas para estudiar varios cursos de la Cienciología, incluyendo el Manual de Estudio Básico, un curso introductorio en "estudio tecnológico", un curso básico en la ética de la Cienciología, así como cursos sobre la historia de la Organización del Mar, higiene personal y aseo. Al igual que la Fuerza del Proyecto de Rehabilitación, la Fuerza del Proyecto Estatal. no tiene un horario definido. Un recluta se gradúa en esto tan pronto como se hayan completado todos los cursos requeridos y al someterse exitosamente a un control de seguridad obligatorio. Entonces se les permite unirse a la Organización del Mar como miembros de pleno derecho. Los reclutas de la Organización del Mar aceptan verbalmente un código o promesa de 18 puntos como parte de una ceremonia de juramento. Los miembros reafirman formalmente su aceptación de este código anualmente el 12 de agosto, el día en que se fundó la organización.

### Localización
En 1967, la Iglesia de la Cienciología adquirió el HMS Royal Scotsman que renombró como Apollo y que fue usado como buque insignia de la Organización del Mar. En 1975, la iglesia vendió los barcos y trasladó la organización a bases terrestres por el mundo. En 2003 estaba operativa en Ciudad de México, Clearwater, Copenhague, Londres, Los Ángeles, Saint Hill Manor (RU) y Sídney, con oficinas más pequeñas en Budapest, Johannesburgo, Madrid, Milán, Moscú y Toronto. En 1987, ellos adquirieron un barco, La Bohème, que renombraron Freewinds. El OT VIII, el nivel de auditación más alto disponible en la actualidad en la Cienciología, solo puede llevarse a cabo allí. El barco también alberga varios cursos, seminarios, convenciones y eventos a lo largo del año, incluyendo la celebración anual Maiden Voyage.

### Compromiso de mil millones de años
Según Hubbard, la misión de la Organización del Mar es "una exploración tanto en el tiempo como en el espacio". Los miembros de la Organización del Mar actúan como representantes de buena voluntad y administradores de la Cienciología; todos los puestos de política y administrativos en las organizaciones clave de la iglesia están en manos de miembros de la Organización del Mar. La mayoría de los miembros reciben alojamiento, comida y una asignación semanal de aproximadamente $ 75.
En concordancia con las creencias de la Cienciología, se espera que los miembros regresen a la Organización del Mar cuando "vuelvan a nacer"; el lema de la Organización del Mar es "Nosotros volvemos". Los miembros deben firmar un "compromiso religioso" simbólico de mil millones de años, prometiendo "introducir ética en este planeta y el universo".  La iglesia sostiene que el acuerdo no es un contrato legalmente vinculante y que es simplemente una demostración simbólica de la dedicación que se espera que los miembros brinden a la organización, y que son libres de irse si lo desean. Después de firmar, los miembros son enviados a la Fuerza del Proyecto Estatal. Melton escribe que los miembros pueden tardar varios años entre firmar el compromiso y asistir a la Fuerza del Proyecto Estatal. Una vez que se completa, se toma la decisión final de unirse.
Los miembros que abandonan la Organización del Mar reciben un documento que les sirve de factura retroactiva por cualquier auditoría o capacitación que hayan recibido. Aunque la factura no es legalmente exigible, estos cienciólogos no pueden recibir servicios en ninguna organización de la Cienciología hasta que paguen la factura y realicen un curso de ética.

### Matrimonio y familia
Desde principios de la década de 1970 hasta principios del siglo XXI, los hijos de los miembros de la Organización del Mar eran colocados a menudo en la Organización Cadete (Cadet Org). Los miembros de la Organización del Mar pueden casarse entre sí, pero no se les permite casarse fuera de la organización; el sexo extramarital también está prohibido. Según Melton, las parejas con hijos deben abandonar la Organización del Mar y regresar a otros puestos de personal dentro de la iglesia hasta que el niño tenga seis años; a partir de entonces, los niños se crían en comunidad y se les permite visitar a sus padres en la Organización del Mar los fines de semana. Hijos de miembros de la Organización del Mar se han unido cuando han sido mayores de edad. Varias exmiembros han dicho que se les aconsejó (o incluso se les obligó) a tener un aborto cuando quedaron embarazadas para evitar ser enviadas a organizaciones inferiores. La Cienciología se presenta en contraposición al aborto y habla activamente en contra de él en sus publicaciones.

### Fuerza del Proyecto de Rehabilitación
La Fuerza del Proyecto de Rehabilitación se creó en enero de 1974 como un sistema de campamentos de trabajo establecidos por la Organización del Mar, destinado a aislar y rehabilitar a miembros que no han cumplido con las expectativas de la iglesia, han fallado los controles de seguridad o han violado ciertas políticas. Melton escribió que las áreas de la Fuerza del Proyecto de Rehabilitación están ubicadas dentro de las instalaciones de la Organización del Mar, y que no hay cerraduras en las puertas.
Muchos exmiembros de la Organización del Mar han informado de un trato agotador. Según Melton, hay ocho horas de trabajo físico, como pintura, plomería y mantenimiento del terreno, seis días a la semana. El trabajo puede implicar enseñar al miembro una habilidad como la carpintería. Los miembros también pasan cinco horas al día estudiando o auditando a un compañero. El ex cienciólogo Jon Atack argumentó, en «Una pieza de cielo azul» (1990), que el tratamiento de los miembros de la Organización del Mar en la Fuerza del Proyecto de Rehabilitación era una "imitación cuidadosa de las técnicas utilizadas durante mucho tiempo por los militares para obtener obediencia incuestionable y cumplimiento inmediato de las órdenes, o más simplemente para romper el espíritu de los hombres" Un exmiembro, Gerry Armstrong, dijo que durante su tiempo en la Organización del Mar en la década de 1970, pasó más de dos años desterrado en la Fuerza del Proyecto de Rehabilitación como castigo:

Era esencialmente una prisión a la que se asignó a la tripulación que se consideraba no productora, riesgos de seguridad o que simplemente querían abandonar la Organización del Mar. Las políticas de la FPR de Hubbard establecieron las condiciones. Los miembros de la FPR fueron segregados y no se les permitió comunicarse con nadie más. Tenían sus propios espacios y no estaban permitidos en las áreas normales de la tripulación del barco. Comían después de que la tripulación normal hubiera comido, y solo lo que quedaba de la comida de la tripulación. Su camarote era el peor a bordo, en una bodega de carga infestada de cucarachas, sucia y sin ventilación. Llevaban trajes negros, incluso en el clima más cálido. Tenían que correr por todas partes. La disciplina era dura y extraña, con vueltas corriendo al barco asignadas por la más mínima infracción, como no dirigirse a un anciano como "señor". El trabajo era duro y el horario rígido con siete horas de sueño desde que se apaga la luz hasta la luz encendida, descansos cortos para comer, sin libertades y sin tiempo libre […]

Cuando una joven integrada en la FPR tomó la tarea demasiado a la ligera, Hubbard creó la FPR de la FPR y se la asignó, una experiencia aún más degradante y coercitiva incluso que la FPR, mantenida bajo vigilancia, obligada a limpiar las sentinas del barco, y se le permitió dormir aún menos

## Análisis
Varios académicos, escritores y antiguos miembros han comparado a la Organización del Mar con un grupo paramilitar. En «Tom Cruise: una biografía no autorizada» (2008), Andrew Morton la describió como una "organización fraternal paramilitar" y escribió que los miembros eran instruidos para leer «El arte de la guerra» del experto en temas bélicos Sun Tzu y «En guerra» del general Carl von Clausewitz. Él escribió que el líder de la Cienciología David Miscavige creó una unidad de élite dentro de la Organización del Mar llamada SEALs, por los SEAL de la Marina de los Estados Unidos que recibe mejor alojamiento, sustento y uniformes que otros miembros de la Organización del Mar.
Lawrence Wright escribió en «The New Yorker» en 2011 que la Organización del Mar usó niños pequeños de familias de la Cienciología para lo que el artículo describió como trabajo infantil forzado. El artículo describe condiciones extremadamente inhumanas, con niños que pasan años en la Organización del Mar, secuestrados de la vida convencional.

### Artículos
- Cooper, Anderson. "Inside the Church of Scientology", CNN, 2 December 2005.
- Farley, Robert. "The unperson", St. Petersburg Times, 24 June 2006.
- Reitman, Janet. "Inside Scientology", Rolling Stone, 23 February 2006.
- Squires, Rosie. "The L. Ron scandal," Sunday Telegraph (Sydney, Australia), 29 November 2009.
- St. Petersburg Times. "About Scientology", 18 July 2004.
- Welkos, Robert W. and Sappell, Joel. "Defectors Recount Lives of Hard Work, Punishment" Archivado el 31 de enero de 2008 en Wayback Machine., Los Angeles Times, 26 June 1990.
- Wright, Lawrence. "The Apostate", The New Yorker, 14 February 2011.

- Datos: Q2572921
- Multimedia: Sea Org / Q2572921